# Бессонова, Ольга Эрнестовна
О́льга Эрне́стовна Бессо́нова (род. 17 октября 1958 года, Новосибирск) — российский социолог и экономист, ведущий научный сотрудник СО РАН, доктор социологических наук.

## Образование
В 1975 году поступила в НГУ на факультет экономической кибернетики, который окончила в 1980 году. В 1989 году окончила аспирантуру отдела социальных проблем Института экономики и организации промышленного производства (ИЭ и ОПП) СО АН. В 1989 году в Англии прошла подготовку в школе социальных наук Манчестерского университета (рук. Теодор Шанин).

## Научная деятельность
С 1980 года по настоящее время работает в Институте экономики и организации промышленного производства (ИЭ и ОПП) СО АН, в коллективе Новосибирской экономико-социологическая школы (НЭСШ), где прошла путь от аспиранта академика Татьяны Ивановны Заславской до доктора наук — автора новой концепции — теории раздаточной экономики. С 2007 г. — сотрудник Центра Россиеведения ИНИОН РАН. В 2009 года — руководитель группы по разработке жилищной стратегии Сибири и Новосибирской области. Автор более 90 научных работ.

## Этапы создания теории раздаточной экономики
Первый этап — при изучении жилищной системы и анализе её феноменов стало ясно, что наряду с рыночными механизмами есть столь же объективные механизмы, основанные на «бесплатной» раздаче жилья. Исследование феномена бесплатного жилья в СССР в сравнении с общественным жилищным сектором Великобритании легло в основу кандидатской диссертации «Генезис, сущность и контуры реформы советской жилищной системы». В 1992—1996 годах был проведен мониторинг внедрения частных компаний в жилищно-коммунальном хозяйстве в Новосибирске. Результаты в монографии «Рыночный эксперимент в раздаточной экономике России: Демонстрационные проекты в жилищном хозяйстве»
Второй этап — создание теории раздаточной экономики. В 1992—1993 годах был реализован проект Интерцентра (Москва) «Развитие и взаимодействие раздаточных и рыночных отношений». В 1999 году защищена докторская диссертация по теме «Институциональная теория хозяйственного развития России» (специальность — экономическая социология).
Третий этап — с 2000 года осуществляется разработка общей теории институциональной трансформации, в которой заложены основы «рыночно-раздаточной» парадигмы междисциплинарных исследований.

## Научная деятельность в международных организациях
- С 1989 — член «Европейской жилищной сети»
- В 1992—1996 — эксперт «Мирового банка» и «Агентства международного развития»
- В 1996 — член рабочей группы по жилищной политике при Генеральном секретаре ООН

## Награды
За разработку теории, и её применение к анализу жилищной реформы стала лауреатом премии мэрии Новосибирска «Человек года» в области науки за 1999 год и лауреатом конкурса молодых ученых СО РАН в 1999 году
В 2019 году номинирована на премию Егора Гайдара «За выдающийся вклад в области экономики» за создание авторской методологии и теории раздаточной экономики, объясняющей особенности экономического развития России.

## Труды
- Путь России и новый курс. — М.: РОССПЭН, 2023. — 143 с. — ISBN 978-5-8243-2543-0
- Рынок и раздаток в российской матрице: от конфронтации к интеграции — М.: РОССПЭН, 2015. — 151 с. — (Россия. В поисках себя…).
- Жилищный раздаток и модернизация России. — М.: РОССПЭН, 2011. — 142 с. — (Россия. В поисках себя…).
- Раздаточная экономика России: эволюция через трансформации. — М.: РОССПЭН, 2006. — 144 с. — (Россия. В поисках себя…).
- Институты раздаточной экономики России: ретроспективный анализ / ИЭиОПП. — Новосибирск, 1997. — 76 с.
- Раздаток: Институциональная теория хозяйственного развития России/ ИЭиОПП. — Новосибирск, 1999.
- Рыночный эксперимент в раздаточной экономике России: Демонстрационные проекты в жилищном хозяйстве / Бессонова О. Э., Кирдина С. Г., О’Салливан Р. НГУ. — Новосибирск, 1996. — 312 c.
- Образ будущего России и код цивилизационного развития / ИЭОПП СО РАН. — Новосибирск, 2007. — 123 с.
- Жилье: рынок и раздача / Отв. ред. Т. И. Заславская ; ИЭОПП СО РАН. — Новосибирск : Наука. Сиб. отд-е, 1993. — 159 с.